# Паэс, Франсиско Жозе
Франсиско Жозе́ Паэс (порт.-браз. Francisco José Paes; 26 марта 1946, Сан-Паулу — 1 августа 2025), в некоторых источниках Франсиско Хосе́ Паэс (исп. Francisco José Paes) — бразильский и эквадорский футболист, полузащитник.

## Карьера
Франсиско Паэс начал карьеру в клубе «Португеза Деспортос». Одновременно он работал токарем. В основную команду клуба он попал в 1963 году, куда его пригласил главный тренер команды Айморе Морейра. С 1966 года футболист стал играть за стартовый состав команды. А затем был приглашён в состав сборной Бразилии, с которой выиграл Кубок Рио-Бранко в 1967 году. Однако на поле футболист не выходил, проиграв конкуренцию Жерсону и Роберто Ривелино. Также он был кандидатом на поездку на чемпионат мира в Мексику, но в окончательный список не попал. За «Португезу» Паэс играл до 1971 года, проведя 170 матчей (68 побед, 45 ничьих и 57 поражений).
В 1971 году Паэс был арендован эквадорским клубом «Барселона» и в первый же год стал чемпионом страны. При этом договор аренды был только на три месяца. После этого успеха, а также удачного выступления в Кубке Либертадорес, «Барселона» выкупила контракт футболиста. Там он играл до 1984 года, выиграв ещё два чемпионата Эквадора. Был капитаном команды. Завершил карьеру Паэс в клубе «9 октября».
Закончив игровую карьеру, Паэс работал тренером. В частности, возглавлял клубы «Депортиво Куэнка», клубами «Санта-Фе» и «Олимпия», а также юношеской командой «Португезы». Но сам Паэс сказал: «Тренерская карьера очень сложна. Я считаю, что не очень хорошо справился с этой ролью». Он устроился работать в спортивном департаменте Сан-Паулу, а также проводил уроки в футбольной школе в районе Сан-Матеус.

## Международная статистика
| Матчи Франсиско Паэса за сборную Эквадора | Матчи Франсиско Паэса за сборную Эквадора | Матчи Франсиско Паэса за сборную Эквадора | Матчи Франсиско Паэса за сборную Эквадора | Матчи Франсиско Паэса за сборную Эквадора | Матчи Франсиско Паэса за сборную Эквадора | Матчи Франсиско Паэса за сборную Эквадора |
| ----------------------------------------- | ----------------------------------------- | ----------------------------------------- | ----------------------------------------- | ----------------------------------------- | ----------------------------------------- | ----------------------------------------- |
| №                                         | Дата                                      | Место проведения                          | Оппонент                                  | Счёт                                      | Голы                                      | Турнир                                    |
| 1                                         | 13 июня 1979                              | Сантьяго                                  | Чили                                      | 0:0                                       | —                                         | Товарищеский матч                         |
| 2                                         | 21 июня 1979                              | Гуаякиль                                  | Чили                                      | 2:1                                       | —                                         | Товарищеский матч                         |
| 3                                         | 11 июля 1979                              | Лима                                      | Перу                                      | 1:2                                       | —                                         | Товарищеский матч                         |
| 4                                         | 8 августа 1979                            | Кито                                      | Перу                                      | 2:1                                       | —                                         | Товарищеский матч                         |
| 5                                         | 29 августа 1979                           | Кито                                      | Парагвай                                  | 1:2                                       | —                                         | Кубок Америки                             |
| 6                                         | 5 сентября 1979                           | Гуаякиль                                  | Уругвай                                   | 2:1                                       | —                                         | Кубок Америки                             |
| 7                                         | 13 сентября 1979                          | Асунсьон                                  | Парагвай                                  | 0:2                                       | —                                         | Кубок Америки                             |
| 8                                         | 17 сентября 1979                          | Монтевидео                                | Уругвай                                   | 1:2                                       | —                                         | Кубок Америки                             |
| 9                                         | 17 мая 1981                               | Гуаякиль                                  | Парагвай                                  | 1:0                                       | —                                         | Квалификация чемпионата мира              |
| 10                                        | 24 мая 1981                               | Гуаякиль                                  | Чили                                      | 0:0                                       | —                                         | Квалификация чемпионата мира              |
| 11                                        | 31 мая 1981                               | Асунсьон                                  | Парагвай                                  | 1:3                                       | —                                         | Квалификация чемпионата мира              |
| 12                                        | 24 мая 1981                               | Сантьяго                                  | Чили                                      | 0:2                                       | —                                         | Квалификация чемпионата мира              |

## Достижения
- Обладатель Кубка Рио-Бранко: 1967
- Чемпион Эквадора: 1971, 1980, 1981

## Личная жизнь
Паэс был женат. У него трое детей — две девочки и мальчик.
Умер 1 августа 2025 года в возрасте 79 лет.